# 東明商事ココム違反事件
東明商事ココム違反事件（とうめいしょうじココムいはんじけん）は、在日朝鮮人が経営する対北朝鮮貿易会社の東明商事株式会社およびその職員、関連会社役員が、ココム（対共産圏輸出統制委員会）の規制対象品であるシンクロスコープなどを、北朝鮮向けに不正に輸出したココム違反事件。1987年（昭和62年）5月25日、静岡県警察摘発（検挙）。

## 概要
静岡県に所在する東明商事株式会社は、朝鮮人民軍の資材調達機関などからの要請を受け、北朝鮮の竜岳山貿易などの企業とココム規制対象品であるシンクロスコープなどの輸出契約を結び、1985年10月から1986年8月までの約10カ月間、前後9回にわたって通商産業大臣の認可を受けることなく945万円相当、かつ、税関長に虚偽の輸出申告ないし税関長に無許可で2,860万円相当を、北朝鮮に対し不正輸出していた。
静岡県警察は、1987年5月25日、
- 東明商事株式会社
- 東明商事株式会社東京支店営業部長A
- 穂高電子株式会社営業部長B

らを、静岡地方検察庁に書類送致した。
1988年（昭和63年）1月18日、静岡簡易裁判所は、穂高電子のBに対し、外国為替及び外国貿易法違反で罰金15万円の判決を下した。
1989年（平成元年）10月25日、静岡地方裁判所は、関税法違反、外国為替及び外国貿易法違反で東明商事株式会社に罰金50万円、東京支店営業部長Aに対し、懲役6カ月、執行猶予3年の判決を下した。